# 張玉勤
張玉勤（ちょう ぎょくきん、1958年 - 1973年）は、中華人民共和国河南省出身、文化大革命期に有名になった少女。

## 人物
1973年7月10日、河南省唐河県馬振扶公社中学の二年生で、当時15歳だった張玉勤は、英語の試験で答案用紙を白紙で提出し、裏にこう書いた。
我是中国人、何必要学外文？不学ABC, 也能做接班人、接好革命班、埋葬帝修反

（私は中国人、どうして外国語を学ばなきゃいけないの? ABCを習わなくても、後継者にはなれるわよ。革命を引き継いで、帝国主義、修正主義、反動派を葬ってやる）
学校側は彼女の態度を叱責し、鬱憤やるかたない張は河に投身自殺をした。1974年1月、彼女の担任が禁固2年、280人あまりの関係者が処分された。
張鉄生に始まる文革期の学生による教師への反抗は、黄帥など次々と模倣犯を生み、四人組ら文革推進派に利用されていった。